# آلرباخ (رود)
آلرباخ (به آلمانی: Allerbach) یک جویبار در آلمان است که در هارتس (ناحیه) واقع شده‌است.